# اليتيمة (فلم)
اليتيمة (بالإنجليزية: Orphan) فيلم رعب من إنتاج دولي مشترك بين كندا والولايات المتحدة وألمانيا وفرنسا إنتاج سنة 2009، وإخراج جومي كوليت سيرا، وبطولة فيرا فارميغا، بيتر سارسجارد، إزابيل فورمن وجيمي بينيت وأريانا إنجنير. أُنتج الفيلم من قبل جويل سيلفر وسوزان داوني من قلعة الظلام للترفيه وليوناردو دي كابريو وجنيفر دافيسون كيلوران.
تم التصوير الرئيسي للفيلم في كندا، في مدن سانت توماس وتورنتو وبورت هوب ومونتريال، وتم إصدار فيلم سنمائياً في الولايات المتحدة بـ 24 يوليو 2009، بواسطة وارنر برذرز بيكتشرز. تلقى الفيلم آراء متباينة من النقاد، الذين أشادوا بروح الدعابة السوداء وأداء فورمان في دور إستير، لكنهم انتقدوا سيناريو الفيلم والوتيرة غير المتساوية ووقت التشغيل لمدة ساعتين. حقق الفيلم 78.8 مليون دولار في جميع أنحاء العالم مقابل ميزانية قدرها 20 مليون دولار.
تم إصدار مقدمة بعنوان اليتيمة: القتل الأول في عام 2022، حيث أعادت فورمان تأدية دورها.

## الرواية
تتمحور قصة الفيلم عن زوجان توفيت ابنتهما قبل ولادتها، لذلك يتبنيان طفلة من الميتم لكنهما يبدأن باكتشاف شيء مريب بشأنها. إذ عند تبنيها تبدو الفتاة المتبناة لطيفة وتنحاز إلى الوحدة لكن مع مرور بعض الوقت أخذت تنجذب لرب البيت، هذا لأنها ليست في العمر الذي نتخيله من مظهرها، اليتيمة امرأة ذو 33 سنة مريضة بمرض يجعلها لا تنمو جسدياً.
تبدأ القصة عند دخول الفتاة للعائلة، وتبدأ المصائب تنهال على العائلة. كما أن الفتاة كانت تستغل أبناء تلك العائلة بحيث كانت إبنتهم بكماء لاتتكلم، وكان الولد خائفا من تهديداتها. اكتشفت مديرة مركز رعاية الأطفال أن تلك العائلة لم تعد تريد أن تتبنى تلك الفتاة نظرا لشكوكاتهم حولها، فجاءت لأخذها من المنزل. لكن تلك الفتاة علمت بالأمر مسبقا فتلقت لها في وسط الطريق المؤدي للمنزل وقتلتها، وقد كانت ابنتهم البكماء شاهدة على الجريمة. بعدها تقوم الفتاة بمحاولة قتل الابن دون علم أهله، وتقتل الاب، إلا ان الأم والطفله البكماء ينجوان منها بعد علمهم بحقيقة هذه الفتاه وإبلاغ الشرطة، وتنتهي القصة بتواجد الابن في المستشفى وإستقرار حالته، ومصرع المجرمة، ونجاة الأم والطفلة البكماء.

### النهاية البديلة
في نهاية بديلة: تعيد إستير، ذات الوجه الملطخ بالدماء، وضع مكياجها في غرفتها، وترتدي الفستان الذي ارتدته في أول يوم لها في المدرسة، ومن أعلى الدرجات، تعرّف نفسها إلى الشرطة بعد وصلت فور تلقيها مكالمة لكيت قبل أن تصل إلى المنزل. ثم نزلت إستير السُلم اتجاه الشرطة. على الرغم من أن جثة جون شوهدت في هذه النهاية، إلا أن مصير كيت وماكس ظل مجهولًا. ومع ذلك، بسبب الدم الزائد على وجه إستر والحقيقة أنها ليست مُبتلة، فمن المُحتمل أنها قتلت كيت وماكس.

## الإصدار
كان العرض الأول لفيلم اليتيمة في ويستوود، لوس أنجلوس في 21 يوليو 2009. في اليوم التالي، تم عرضه في مهرجان فانتازيا السينمائي الدولي في مونتريال بكندا. تم إصدار الفيلم سنمائياً في أمريكا الشمالية في 24 يوليو 2009، وثم تم إصداره في المملكة المتحدة في 7 أغسطس 2009 بواسطة Optimum Releasing.

### وسائل الإعلام الرئيسية
تم إصدار اليتيمة على دي في دي وبلو راي في 27 أكتوبر 2009 في الولايات المتحدة، وفي المملكة المتحدة في 27 نوفمبر 2009. يتضمن قرص DVD المشاهد المحذوفة والنهاية البديلة. تحتوي المعاينات الافتتاحية أيضًا على إعلان الخدمة العامة الذي يصف محنة الأطفال غير المتبنين في الولايات المتحدة ويشجع التبني المحلي. لكن محتوى الفيلم، الذي يصور شخصًا قاتلًا بالتبني، لم يلق قبولًا جيدًا من قبل مجموعات التبني.

## الأستقبال

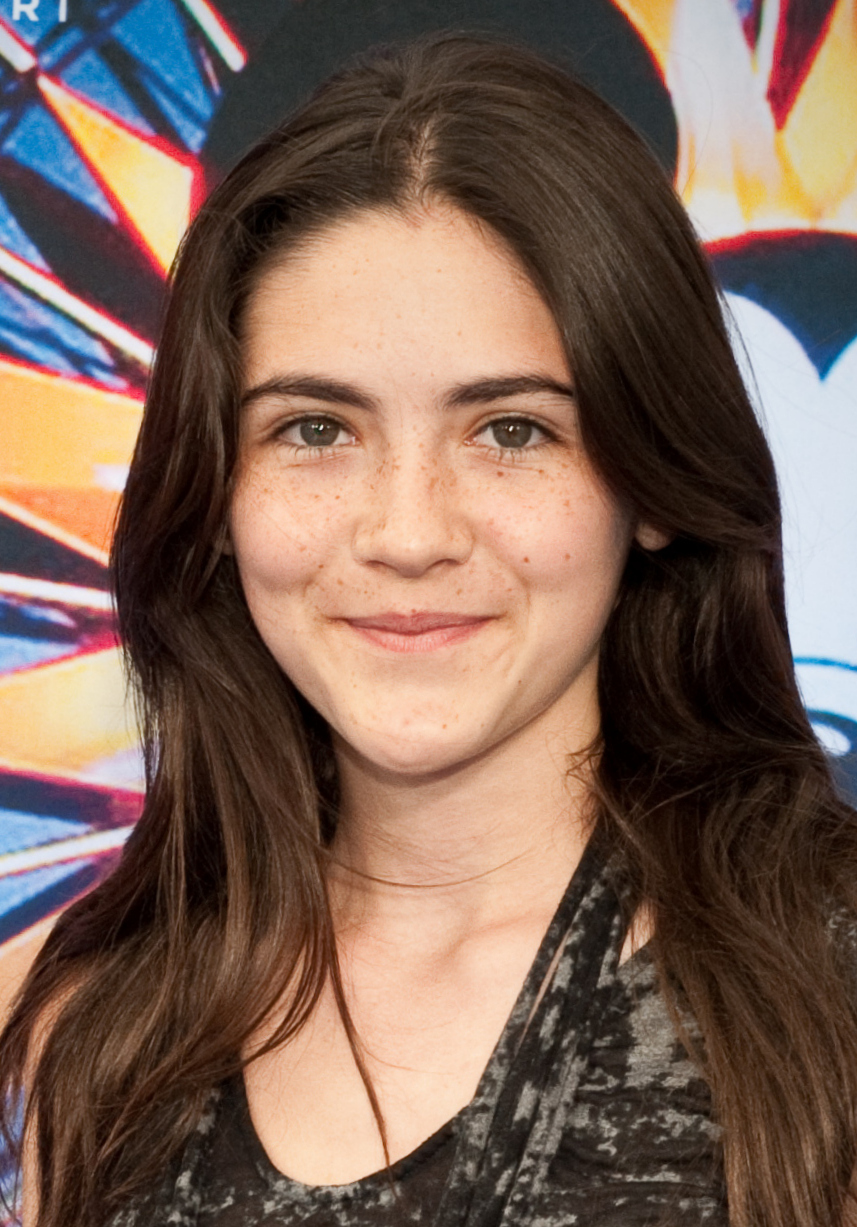
قامت إيزابيل فورمان بدور إستر

### شباك التذاكر
افتتح الفيلم في المركز الرابع في شباك التذاكر، حيث حقق ما مجموعه 12.8 مليون دولار، خلف جي فورس وهاري بوتر والأمير الهجين والحقيقة القبيحة. وصل الفيلم إلى إجمالي 78.3 مليون دولار في جميع أنحاء العالم.

### رد النقاد
قامت إيزابيل فورمان بدور إستر على مجمّع المراجعة روتن توميتوز، وحصل الفيلم على نسبة موافقة تبلغ 56٪ بناءً على 155 مراجعة، بمتوسط تقييم 5.60 / 10. قرأ إجماع نقاد الموقع، «في حين أنه يحتوي على لحظات من الفكاهة السوداء والمخاوف المطلوبة، إلا أن اليتيمة يفشل في البناء على فرضيته المثيرة للاهتمام ويتحول إلى رعب / إثارة معادلة». في ميتاكريتيك، حصل الفيلم على متوسط درجات مرجح يبلغ 42 من 100، بناءً على 25 نقادًا، مما يشير إلى «مراجعات مختلطة أو متوسطة». الجماهير التي استطلعت آراؤها في سينماسكور أعطت الفيلم متوسط درجة "B-" على مقياس A + إلى F.

## البادئة
في فبراير 2020، تم الإعلان عن تطوير بادئة للفيلم مع توقيع ويليام برنت بيل كمخرج ومن تأليف ديفيد كوجيشال. سيكون المشروع مشتركًا بين eOne وقلعة الظلام للترفيه. في نوفمبر2020، تم تغيير العنوان إلى اليتيمة: القتل الأول (Orphan: First Kill) ، مع عودة إزابيل فورمن إلى الفيلم.

## وصلات خارجية
- الرسمي
- مقالات تستعمل روابط فنية بلا صلة مع ويكي بيانات
- عرض أولي للفيلم على يوتيوب